# Toruń Mokre
Toruń Mokre (Bahnhof Mocker, Bahnhof Thorn-Mocker) – nieistniejący dworzec kolejowy na Mokrem w Toruniu, funkcjonujący w latach 1882–1909.
Dworzec oddano do użytku 1 lipca 1882 roku, pierwotnie znajdował się on w miejscowości Mokre, która do 1 kwietnia 1906 roku była podtoruńską wsią. W literaturze dworzec jest określany również jako przystanek, w którym znajdował się skromny budynek dla podróżnych. Po oddaniu do użytku dworca Thorn Mocker (późniejszy Toruń Wschodni) w 1909 roki, stary dworzec otrzymał nazwę Toruń Stare Mokre. Funkcjonował on jako dworzec towarowy.